# 시드니 중심 업무 지구

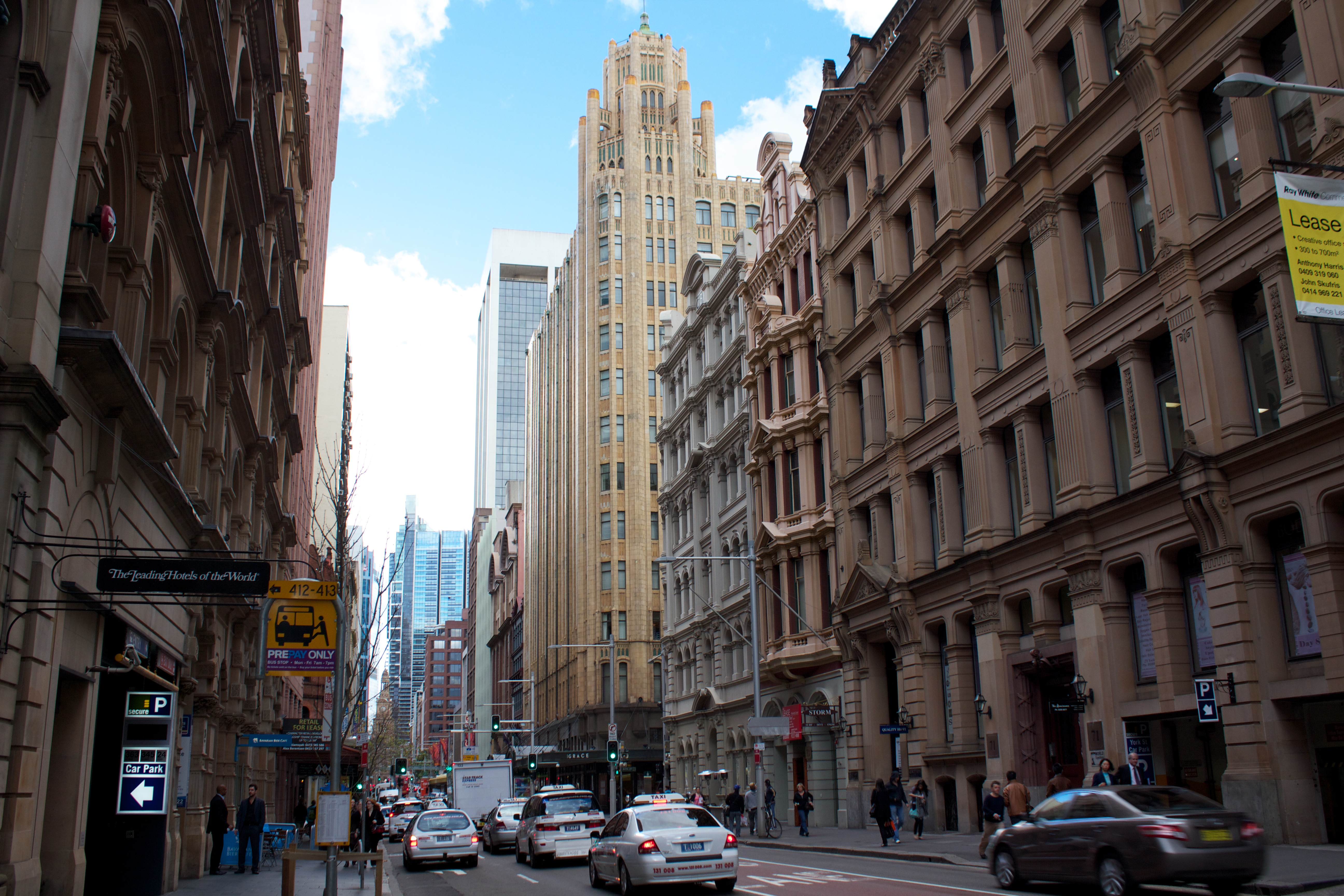

시드니 중심 업무 지구(Sydney central business district)는 오스트레일리아 시드니의 정치, 경제, 문화의 중심지이다.